# فو (وحدة)
فو (بالإنجليزية: Foe)‏ هي وحدة قياس طاقة تساوي 1044 جول أو 1051 إرج ، تستخدم للتعبير عن كمية الطاقة الكبيرة الصادرة عن مستعر أعظم.
وحدة الطاقة بيته bethe (1044 جول أو 1051 إرج) تكافائي وحدة فو.
كلمة فو (بالإنجليزية: Foe)‏ هي اختصار مشتق من العبارة الإنجليزية [ten to the power of]fifty-one ergs. وقد صاغها جيرالد إي براون من جامعة ستوني بروك في عمله مع هانز بيته. وسميت وحدة الطاقة (بيته) نسبة لهانز بيته وصاغ الكلمة ستيفن واينبرج.
وحدة القياس هذة مناسبة لأن المستعر الأعظم يطلق عادة حول واحد فو من الطاقة التي يمكن ملاحظتها في فترة قصيرة جدا (والتي يمكن قياسها في ثوان).. وبالمقارنة، إذا كان لمعان الشمس الحالي مستمر طوال عمرها كله، فإنها تحرر طاقة مقدارها: (3.827×1026 واط × 3.1536×107 ثانية/سنة × 1010 سنة ≈ 1.2 فو.)
1 فو على وجه التقريب يعادل 186.3 ضعف طاقة الكتلة المتبقية من الأرض.